# حسوشيري
حسوشيري هي قرية في مقاطعة ماكو، إيران. يقدر عدد سكانها بـ 102 نسمة بحسب إحصاء 2016.